# Мексички залив
Мексички залив (енгл. Gulf of Mexico) је ивично море Атлантског океана. Залив је окружен копном Северне Америке и простире се између обала Мексика, САД и Кубе. Највећа дубина Мексичког залива је 4.375 метара. Залив је повезан са Алантским океаном кроз Флоридски мореуз између САД и Кубе, а каналом Јукатан повезан је и са Карипским морем.
Укупна површина Мексичког залива је око 1.600.000 km². Почетак Голфске струје, топле и снажне атлантске морске стује, налази се у овом заливу. Област Мексичког залива често погађају урагани.
Мексички залив је настао пре отприлике 300 милиона година као резултат тектонике плоча. Базен Мексичког залива је отприлике овалног облика и широк је приближно 810 nmi (1.500 km; 930 mi). Његов под се састоји од седиментних стена и новијих седимената. Повезан је са делом Атлантског океана преко Флоридског мореуза између САД и Кубе и са Карипским морем преко Јукатанског канала између Мексика и Кубе. Због своје уске везе са Атлантским океаном, Залив доживљава веома мале плиме и осеке. Величина заливског басена је приближно 1.600.000 km2 (620.000 sq mi). Скоро половину слива чине плитке воде континенталног појаса. Запремина воде у сливу је отприлике 2,4×106 km3 (5,8×105 cu mi). Мексички залив је један од најважнијих региона за производњу нафте на мору у свету, који чини једну шестину укупне производње Сједињених Држава.
У априлу 2010. године дошло је до експлозије и пожара на нафтној платформи Deepwater Horizon због чега је дошло до цурења нафте и стварања нафтне мрље. Цурење нафте је трајало око 2 месеца пре него што је коначно заустављено. Овај догађај се помиње као највећа еколошка катастрофа у историји САД.
Aмерички председник Доналд Трамп је на почетку свог другог мандата, у јануару 2025, извршном наредбом прогласио име Амерички залив (енгл. Gulf of America) за званично име овог залива на територији САД. Та одлука је изазвала негодовање власти у Мексику и на Куби.

## Геологија
Консензус међу геолозима који су проучавали геологију Мексичког залива је да пре касног тријаса Мексички залив није постојао. Пре касног тријаса, подручје које сада заузима Мексички залив састојало се од сувог копна, које је укључивало континенталну кору која сада лежи испод Јукатана, у средини великог суперконтинента Пангеа. Ова земља је лежала јужно од непрекидног планинског ланца који се протезао од северно-централног Мексика, преко Маратонског уздизања у западном Тексасу и планина Уашито у Оклахоми, и до Алабаме где се директно повезивао са Апалачким планинама. Настао је сударом континенталних плоча које су формирале Пангеју. Како тумаче Рој Ван Арсдејл и Рендел Т. Кокс, овај планински венац је пробијен у доба касне креде формирањем залива Мисисипија.
Геолози и други стручњаци из области науке о Земљи се генерално слажу да је садашњи басен Мексичког залива настао у време касног тријаса као резултат расцепа унутар Пангее. Расцеп је био повезан са зонама слабости унутар Пангее, укључујући шавове где су се Лаурентија, Јужноамеричка и Афричка плоча судариле да би је створиле. Прво, постојала је каснотријаска-ранојурска фаза раседања током које су се формирале раседне долине и испуниле континенталним црвеним коритима. Друго, како је расед напредовао кроз доба ране и средње јуре, континентална кора се растезала и истањила. Ово истањивање је створило широку зону прелазне коре, која показује скромно и неравномерно стањивање са блоковским раседом, и широку зону равномерно истањене прелазне коре, што је половина типичне дебљине од 40 km (25 mi) нормалне континенталне коре. У то време раседања је прво створена веза са Тихим океаном преко централног Мексика, а касније на исток до Атлантског океана. Ово је поплавило почетни базен и створило Мексички залив као затворено рубно море. Док је Мексички залив био ограничен басен, прелазна кора која се спуштала била је прекривена широко распрострањеним таложењем Луен соли и припадајућих анхидритних евапорита. Током касне јуре, наставак рифтинга проширио је Мексички залив и напредовао до тачке да је дошло до ширења морског дна и формирања океанске коре. У овом тренутку, успостављена је довољна циркулација са Атлантским океаном да је таложење Луен соли престало. Ширење морског дна је престало на крају јуре, пре око 145–150 милиона година.
Током касне јуре до ране креде, басен који је окупирао Мексички залив доживео је период хлађења и спуштања коре која је испод њега. Слегање је резултат комбинације истезања коре, хлађења и оптерећења. У почетку је комбинација растезања коре и хлађења изазвала око 5–7 km тектонског спуштања централне танке прелазне и океанске коре. Пошто се слегање дешавало брже него што је седимент могао да га испуни, Мексички залив се проширио и продубио.
Касније, оптерећење коре унутар Мексичког залива и суседне обалске равнице акумулацијом километара седимената током остатка мезозоика и целог кенозоика додатно је потиснуло кору испод на њен тренутни положај око 10–20 km испод нивоа мора. Нарочито током кенозоика, времена релативне стабилности за обалске зоне Залива, дебели кластични клинови су изградили континентални појас дуж северозападне и северне ивице Мексичког залива.
На истоку, стабилна платформа Флориде није била покривена морем све до најновије јуре или почетка времена креде. Јукатанска платформа је настајала све до средине креде. Након што су обе платформе потопљене, формирање карбоната и евапорита карактерише геолошку историју ове две стабилне области. Већина басена је током ране креде била окружена карбонатним платформама, а његов западни бок је био укључен током периода најновије креде и раног палеогена у епизоду компресивне деформације, орогенезу Ларамида, која је створила Сијера Мадре оријентал у источном Мексику.
Године 2002, геолог Мајкл Стентон објавио је спекулативни есеј који сугерише порекло утицаја за Мексички залив на крају перма, што је могло да изазове изумирање перм-тријаса. Међутим, геолози са обале Мексичког залива не сматрају да ова хипотеза има било какав кредибилитет. Уместо тога, они у великој мери прихватају тектонику плоча, а не удар астероида, као узрок настанак Мексичког залива, као што је илустровано у радовима аутора Кевина Микуса и других. Ову хипотезу не треба мешати са кратером Чиксулуб, великим ударним кратером на обали Мексичког залива на полуострву Јукатан. Мексички залив се све више сматра заливом иза јурског Назасовог лука у Мексику.
Године 2014, Ерик Кордес са Универзитета Темпл и други открили су базен са сланом водом 3.300 ft (1.000 m) испод површине залива, са обимом од 100 ft (30 m) и 12 ft (3,7 m) дубине, која је четири до пет пута сланија од остатка воде. Прво истраживање локације било је без посаде, користећи Херкулес, а 2015. године трочлани тим је користио возило за дубоку потапање Алвин. Тај локалитет не може да одржи било какав живот осим бактерија, дагњи са симбиозом, цевастих црва и одређених врста шкампа. Назван је „Џакузи очаја”. Пошто је топлији од околне воде (65 °F (18 °C) у поређењу са 39 °F (4 °C)), он привлачи животиње, али оне не могу да преживе када уђу.